# Hans Goebbels
Pour les articles homonymes, voir Goebbels (homonymie).
Johann Friedrich Goebbels (né le 25 janvier 1895 à Rheydt et mort le 13 août 1947 à Katzenelnbogen) est un membre de la SA et le frère aîné de Joseph Goebbels.

## Biographie

### Famille et enfance
Johann Goebbels, communément appelé « Hans », est le deuxième enfant de Fritz Goebbels (1867-1929) et Katharina Odenhausen (1869-1953). Sa fratrie, outre Joseph Goebbels (1897-1945), compte Konrad Goebbels (1893-1949), Elisabeth Goebbels (1901-1915) et Maria Katharina Goebbels (1910-1949).

### Études
Élevé dans un foyer strictement catholique, Hans Goebbels suit d'abord des études secondaires avant de recevoir une formation de vendeur d'assurance à Gladbach dans une institution spécialisée. Il s'établit à Berne dans un premier temps puis rejoint Cologne en 1914.

### Première Guerre mondiale
Enrôlé en mai 1915 dans l'armée allemande, Hans Goebbels est finalement capturé en juin 1916 par les troupes françaises. Il demeure prisonnier jusqu'en janvier 1920 et développe, durant sa captivité, une grave maladie rénale ainsi qu'une importante rancune envers l'ennemi. Influencé par les états d'esprit de son frère aîné, Joseph Goebbels devait plus tard écrire : '' Il a imprégné ma pensée de haine et de combat ''.

### Rôle sous le national-socialisme
Hans Goebbels rejoint le NSDAP en 1929 et intègre la SA. Quelques mois après l'arrivée au pouvoir d'Adolf Hitler, il obtient d'importantes responsabilités au sein d'institutions spécialisées dans l'assurance. Épaulé par Franz Schwede, Gauleiter de Poméranie, il milite pour la nationalisation des assurances allemandes,,. 

### Seconde Guerre mondiale
Hans Goebbels est nommé SA-oberführer le 9 novembre 1942,.
Alors que la guerre tourne en faveur des Alliés, il charge la gérante d'un sanatorium d'Haidhausen de détruire le domaine de son frère Joseph. Par la suite, il y a un litige judiciaire en 1956 entre la gérante en question et sa nièce, cette dernière ayant tenté de s'approprier les biens de Joseph Goebbels (et parmi eux, des documents importants sur le ministre de la Propagande).

### Mort
Hans Goebbels meurt le 13 août 1947 à l'âge de 52 ans dans le camp d'internement de Katzenelnbogen, en secteur français.